# Сијера дел Росарио
Сијера дел Росарио (шп. Sierra del Rosario) је планински венац у северозападном делу провинције Пинар дел Рио и источном делу провинције Артемиса а на западу Кубе. Налази се у источном делу ланца Гванигванико и, заједно са Сијера де лос Органос, је његов део.

## Географија
Планински масив се налази у северозападном делу провинције Пинар дел Рио и у источном делу провинције Артемиса, између општина Ла Палма, Лос Паласиос, Консоласион дел Сур, Баија Хонда, Канделарија и Сан Кристобал.
Основан је као резерват биосфере 15. фебруара 1984. године и заштићено је подручје под управљањем ИУЦН-а, као прво на Куби које је класификовано као такво. Заузима укупну површину од 26.686 km2 (10.304 sq mi), тропских шума са зимзеленим и полулистопадним окружењем.

## Очување
Преко 800 врста биљака налази се у мезичкој шуми која прекрива планине, а 35% је ендемско. Фауна обухвата пет врста слепих мишева, бројне птице (посебно пчелињи колибри), разне жабе, укључујући жутопругасту пигмејску елеут (Eleutherodactylus limbatus) и Зевсову жабу разбојницу (Eleutherodactylus zeus), и такође су ту разни гуштери као што је Anolis luteogulartis.